# 小行星1889
小行星1889（1889 Pakhmutova）是一颗围绕太阳公转的小行星。1968年1月24日，柳德米拉·切爾尼赫在克里米亚发现了此天体。
該小行星以蘇聯作曲家亞歷珊德拉·巴赫慕托娃命名。
这颗小行星的绝对星等为84.01730639346466等。